# Dircema
Dircema is een geslacht van kevers uit de familie bladkevers (Chrysomelidae).
De wetenschappelijke naam van het geslacht werd in 1865 gepubliceerd door Clark.

## Soorten
- Dircema chanchamayense Bechyne, 1951
- Dircema columbieum Baly, 1865
- Dircema cyanipenne Bechyne, 1951
- Dircema discoidale Baly, 1865
- Dircema divisum Bechyne, 1956
- Dircema evidens (Erichson, 1847)
- Dircema femininum Bechyne, 1951
- Dircema fraternum (Baly, 1859)
- Dircema freyi Bechyne, 1956
- Dircema jacobyi Bowditch, 1923
- Dircema laetum Baly, 1865
- Dircema laticolle Baly, 1865
- Dircema marginatum (Fabricius, 1801)
- Dircema modestum Baly, 1865
- Dircema nigripenne (Fabricius, 1792)
- Dircema occipitale Bechyne, 1956
- Dircema peruanum Bechyne, 1951
- Dircema pulchrum Baly, 1865
- Dircema rufierus Clark, 1865
- Dircema rufipenne Jacoby, 1880
- Dircema sordidum Baly, 1865
- Dircema weyrauchi Bechyne, 1951
- Dircema zezia Bechyne, 1956